# 동창 (질병)
동창(凍瘡, chilblains, pernio, perniosis)은 추위에 몸이 얼어서 생기는 피부의 손상을 가리킨다. 치료에는 보통 7~14일 정도가 걸린다.

## 같이 보기
- 동상